# 茨城県道303号舟玉川島停車場線

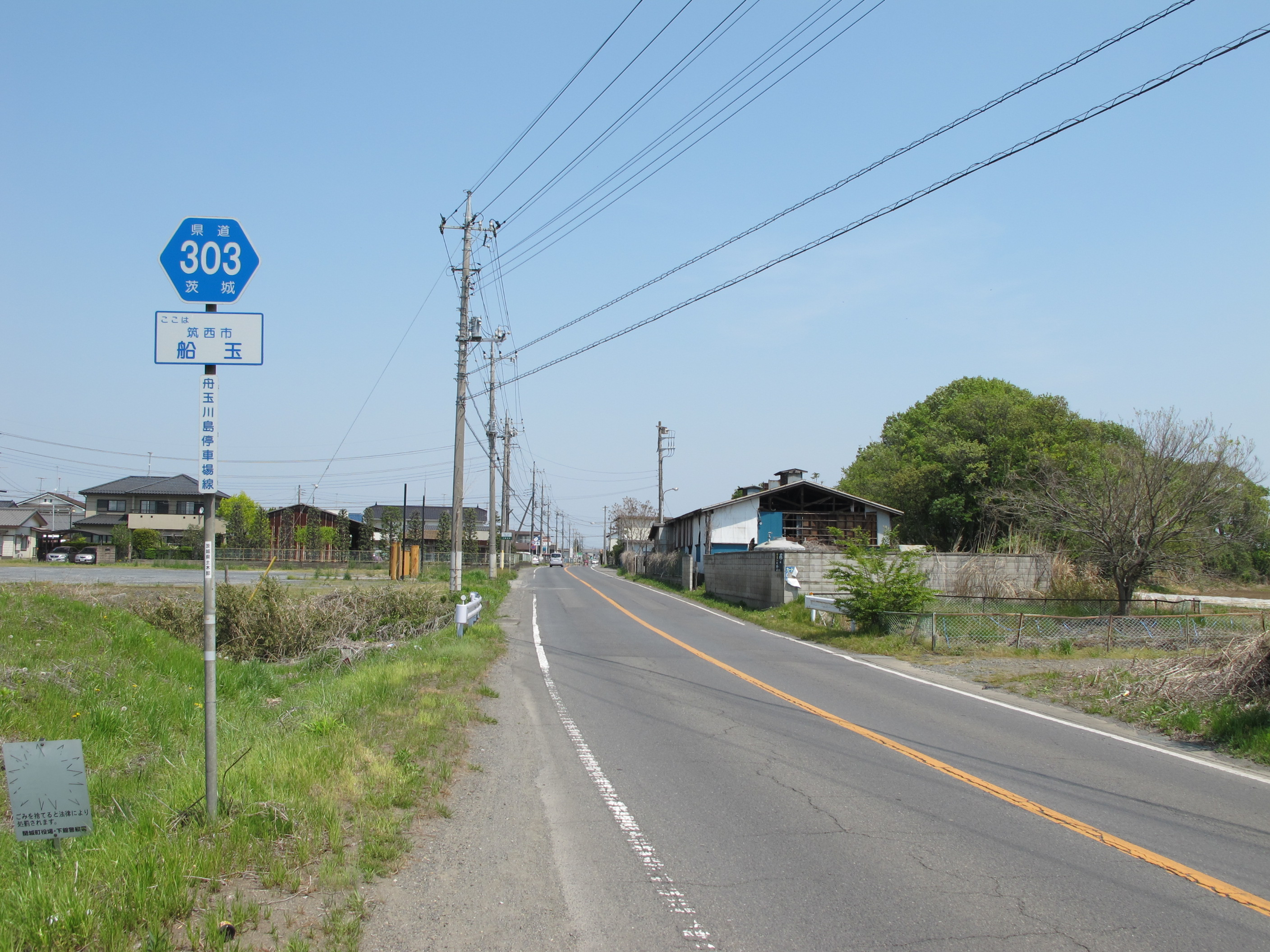
茨城県道303号舟玉川島停車場線
筑西市船玉（2014年4月）

茨城県道303号舟玉川島停車場線（いばらきけんどう303ごう ふなだまかわしまていしゃじょうせん）は、茨城県筑西市内を通る県道で、東日本旅客鉄道（JR東日本）水戸線川島駅と接続するための道路である。

## 概要
起点は筑西市船玉であるが、現在正式な路線名称では「舟玉」が用いられている。路線認定当時や路線認定の改正においては、「船玉川島停車場線」の名称が用いられていた。

### 路線データ
- 起点：筑西市船玉（茨城県道15号結城下妻線交点＝船玉交差点）[3]
- 終点：筑西市伊佐山（JR川島駅）[2]
- 総延長：3.411 km[4]
- 重用延長：0.093 km[4]
- 未供用延長：なし[4]
- 実延長：3.318 km[4]
- 自動車交通不能区間延長[注釈 1]：なし[4]

## 歴史
1959年（昭和34年）10月14日、新たな県道として真壁郡関城町大字船玉を起点とし、下館市大字川島の川島停車場を終点とする区間を本路線とする県道船玉川島停車場線として茨城県が県道路線認定した。1985年（昭和60年）に路線認定の一部改正があり、地名の変更に伴って終点を「下館市大字伊佐山　川島停車場」に改められた。
1995年（平成7年）に整理番号303となり現在に至る。

### 年表
- 1889年（明治22年）4月16日：川島駅（旧伊佐山駅）が開業する。
- 1920年（大正9年）4月1日：現在の路線の前身である関本川島停車場線が路線認定される。[5]
- 1959年（昭和34年）10月14日：
  - 現在の路線が路線認定される（図面対象番号240）[1]。
  - 道路の区域は、「真壁郡関城町大字船玉 主要地方道結城下妻線分岐から下館市下川島 川島停車場まで」と決定された[3]。
- 1985年（昭和60年）2月18日：
  - 終点の大字地名変更に伴う現路線認定の一部が改正があり、終点を「下館市大字伊佐山 川島停車場」に改める[2][注釈 2]。
  - 県道の区域決定の一部改正により、「真壁郡関城町大字船玉 主要地方道結城下妻線分岐から下館市大字伊佐山 川島停車場まで」に改める[6][注釈 3]。
- 1995年（平成7年）3月30日：整理番号296から現在の番号（整理番号303）に変更される[7]。
- 2003年（平成15年）9月16日：下館市大字女方 - 同市布川（国道50号交点） - 同市大字伊佐山（国道50号結城バイパス・下川島交差点）までバイパス新設及び国道50号重用となる道路区域（2.4 km）が決定[8][9]。
- 2018年（平成30年）3月30日：筑西市女形（現道分岐） - 同市布川（国道50号交差・布川交差点）のバイパス道路（約1.5 km）が開通[10]。
- 2020年（令和2年）4月1日
  - 筑西市女方 - 同市布川（布川交差点）を、通行する車両の総重量の最高限度25トンの道路に指定[11]。
  - 筑西市女方 - 同市布川（布川交差点）を、通行する車両の高さの最高限度が4.1メートルの道路に指定[12]。
- 2021年（令和3年）5月31日：筑西市大字女方地内のバイパスを道路改良[13]。
- 2024年（令和6年）3月28日：筑西市大字女方（バイパス分岐） - 大字伊佐山（国道50号下川島交差点）の旧道（498 m）を区域から除外[14]。

## 路線状況
筑西市女方 - 同市布川の国道50号交点までの区間をバイパスを整備中で、バイパスが開通すれば、茨城県道304号小川川島停車場線バイパスと延長接続される予定である（2014年現在）。

### 重複区間
- 国道50号結城バイパス（筑西市布川 - 同市伊佐山・下川島交差点：約1.0 km）[8]
- 茨城県道304号小川川島停車場線（筑西市布川 - 同市伊佐山（川島駅）：約1.5 km）[15]

## 地理

### 通過する自治体
- 茨城県
  - 筑西市

### 交差する道路
- 茨城県道15号結城下妻線（筑西市船玉）
- 国道50号結城バイパス（筑西市伊佐山）
- 茨城県道304号小川川島停車場線（筑西市布川、同市伊佐山）
- 国道50号（筑西市伊佐山）

### 沿線
- JR 川島駅